# Sinophorus nigricoxa
Sinophorus nigricoxa là một loài tò vò trong họ Ichneumonidae.